# Cappella Castellani

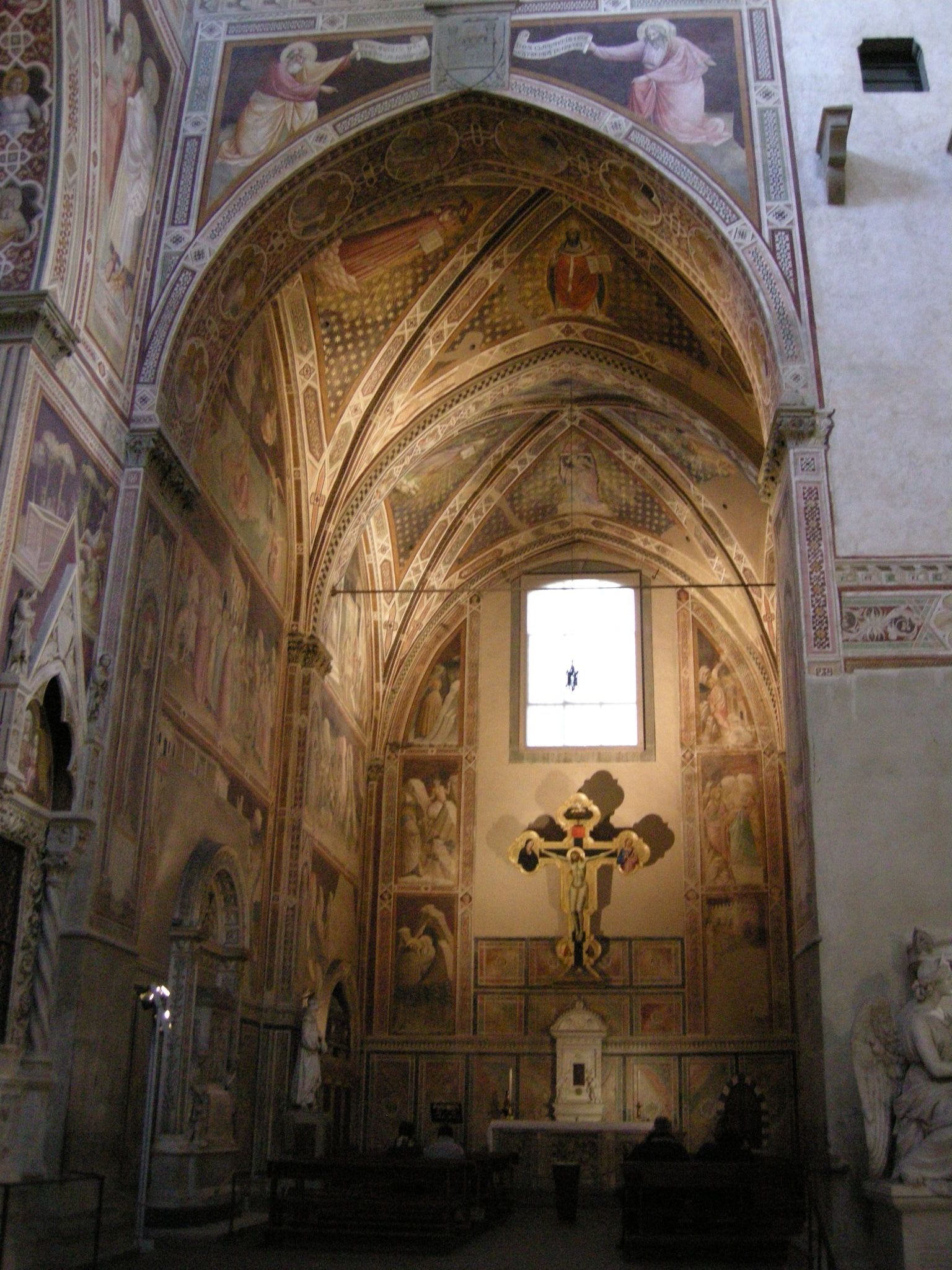
Cappella Castellani

La cappella Castellani (detta anche del Santissimo) si trova nel transetto destro della basilica di Santa Croce a Firenze. Fu affrescata nel 1385 da Agnolo Gaddi e bottega per la famiglia Castellani.

## Descrizione e stile

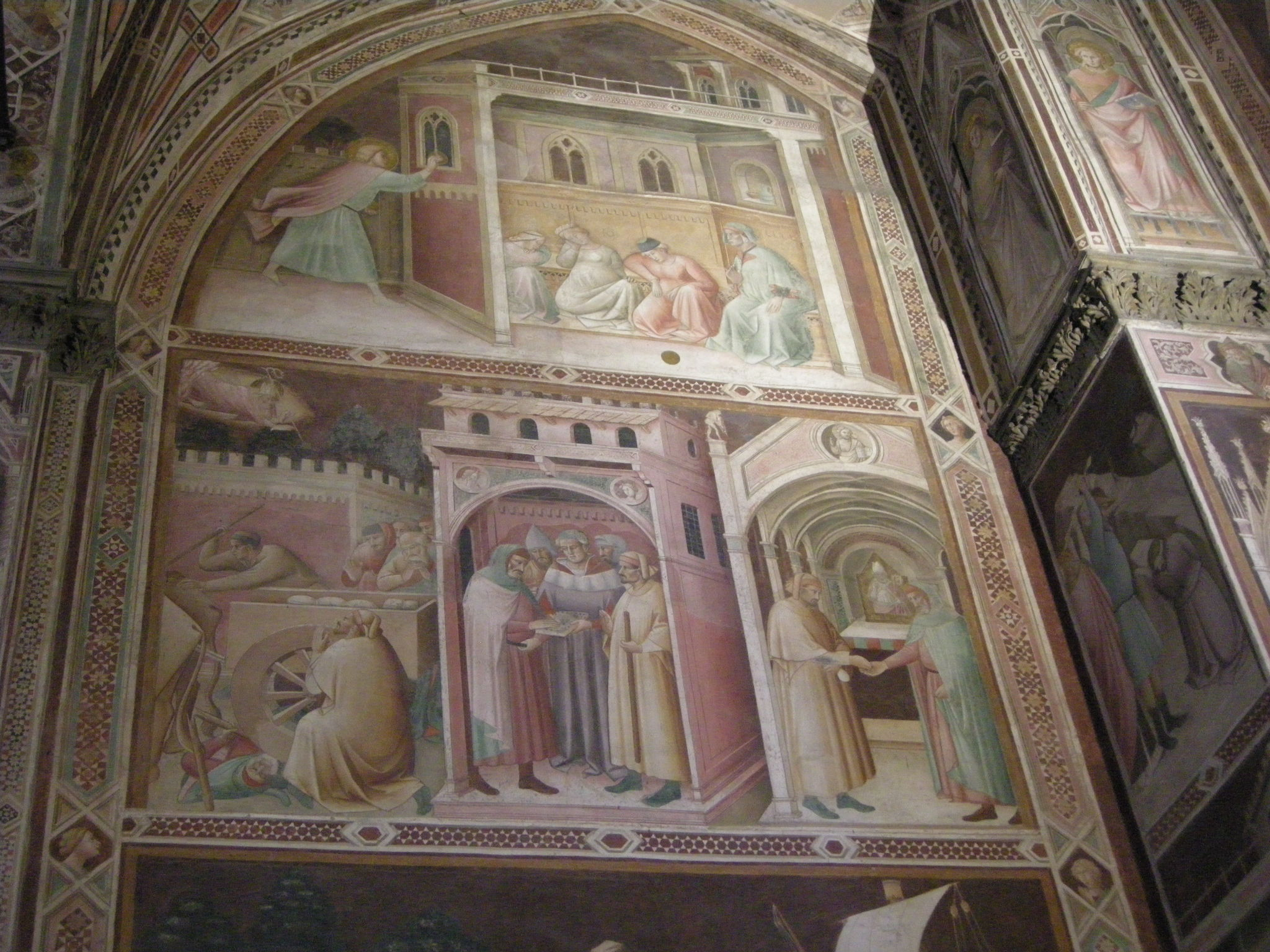
Storie di san Nicola

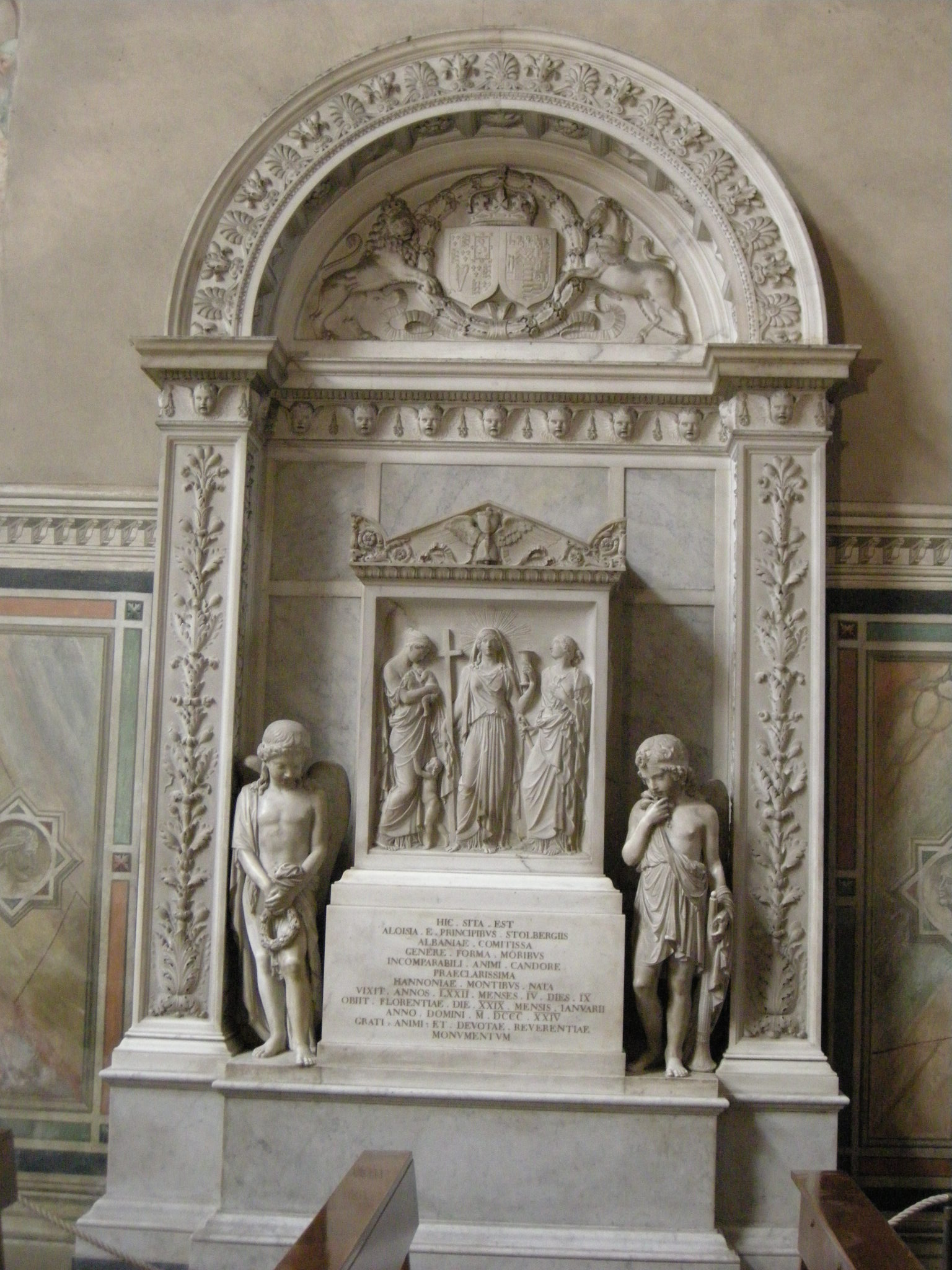
Il monumento Stolberg

Tra le cappelle più grandi della basilica, presenta una doppia campata, completamente decorata da affreschi con le Storie dei santi Antonio Abate, Giovanni Battista, Giovanni Evangelista e Nicola di Bari. 
Sulla parete sinistra, prima campata, si trovano le storie di san Giovanni evangelista. Nella lunetta si trova la Visione apocalittica a Patmos, mentre il registro inferiore, in due riquadri, mostra San Giovanni che battezza il filosofo cratone e il Miracolo della trasformazione delle pietre e delle verghe in oro e pietre preziose; il registro inferiore, molto danneggiato nella parte centrale, mostra la Valutazione dell'oro da parte di un orafo e la Ritrasformazione dell'oro in verghe e delle pietre preziose in pietre. Queste scene mostrano l'influsso della bottega, e forse vi si può riscontrare la mano del giovane Gherardo Starnina. 
Nella parete seguente e in metà di quella dietro l'altare, si trovano le Storie di sant'Antonio Abate. A partire dalla lunetta si vedono la Chiamata di sant'Antonio durante la messa e, nel registro mediano Sant'Antonio percosso dai diavoli che distruggono il suo dormitorio e Apparizione di Cristo che lo restaura, a cui seguono, in quello inferiore, la Morte e il Seppellimento del santo. Nei riquadri a sinistra dell'altare proseguono le storie Sant'Antonio incontra san Paolo eremita, Sant'Antonio incontra il centauro e Abbraccio dei santi Antonio e Paolo davanti al romitorio di quest'ultimo.
Dalla metà sinistra dell'altare avviano le storie di san Giovanni Battista: San Giovanni si inoltra nel deserto, la Predica e la Decollazione si trovano nei tre riquadri nella parete d'altare; l'Annuncio a Zaccaria, il Battesimo di Gesù e dei neofiti e i Discepoli di san Giovanni battista che si uniscono a Gesù nella parete destra della campata dell'altare.
La parete destra della prima campata presenta infine le storie di san Nicola di Bari: dalla lunetta la scena della Dote donata alle tre fanciulle povere a cui segono il Castigo del debitore in cattiva fede, il Miracolo della coppa d'oro (registro mediano), Tre miracoli di san Nicola e San Nicola calma una tempesta (registro inferiore) e infine, sugli spazi della parete d'ingresso, San Nicola impedisce l'esecuzione di un soldato innocente e San Nicola resuscita tre giovani messi in salamoia da un oste durante una carestia. 
Nelle due volte a crociera si trovano gli Evangelisti (campata dell'altare) e dei Dottori della Chiesa (prima campata). Completano la decorazione i santi a figura intera sull'arcone di accesso e i busti di santi, profeti e sibille entro quadrilogi, sull'arco che divide le due campate. Nella facciata interna dell'arcone d'ingresso, due profeti con cartiglio. Il registro più basso mostra finte specchiature marmoree con medaglioni di figure a monocromo. 

## Altre opere
Il tabernacolo della cappella è opera di Mino da Fiesole, mentre la grande Croce dipinta è di Niccolò Gerini. 
Le statue di scuola robbiana rappresentano San Francesco e San Domenico.
Tra i monumenti funebri spiccano quello a Luisa Stolberg contessa d'Albany, opera di gusto neorinascimentale di Luigi Giovannozzi e Emilio Santarelli su disegno di Charles Percier (1824 circa), quello a Michal Bogoria Skotnicki di Stefano Ricci (post 1812-15), quello a Giuseppe Raddi di Ottavio Giovannozzi (1829) e quello a Michail Kozilski Oginski di Francesco Pozzi (post 1833).